# Bahía de Hanauma

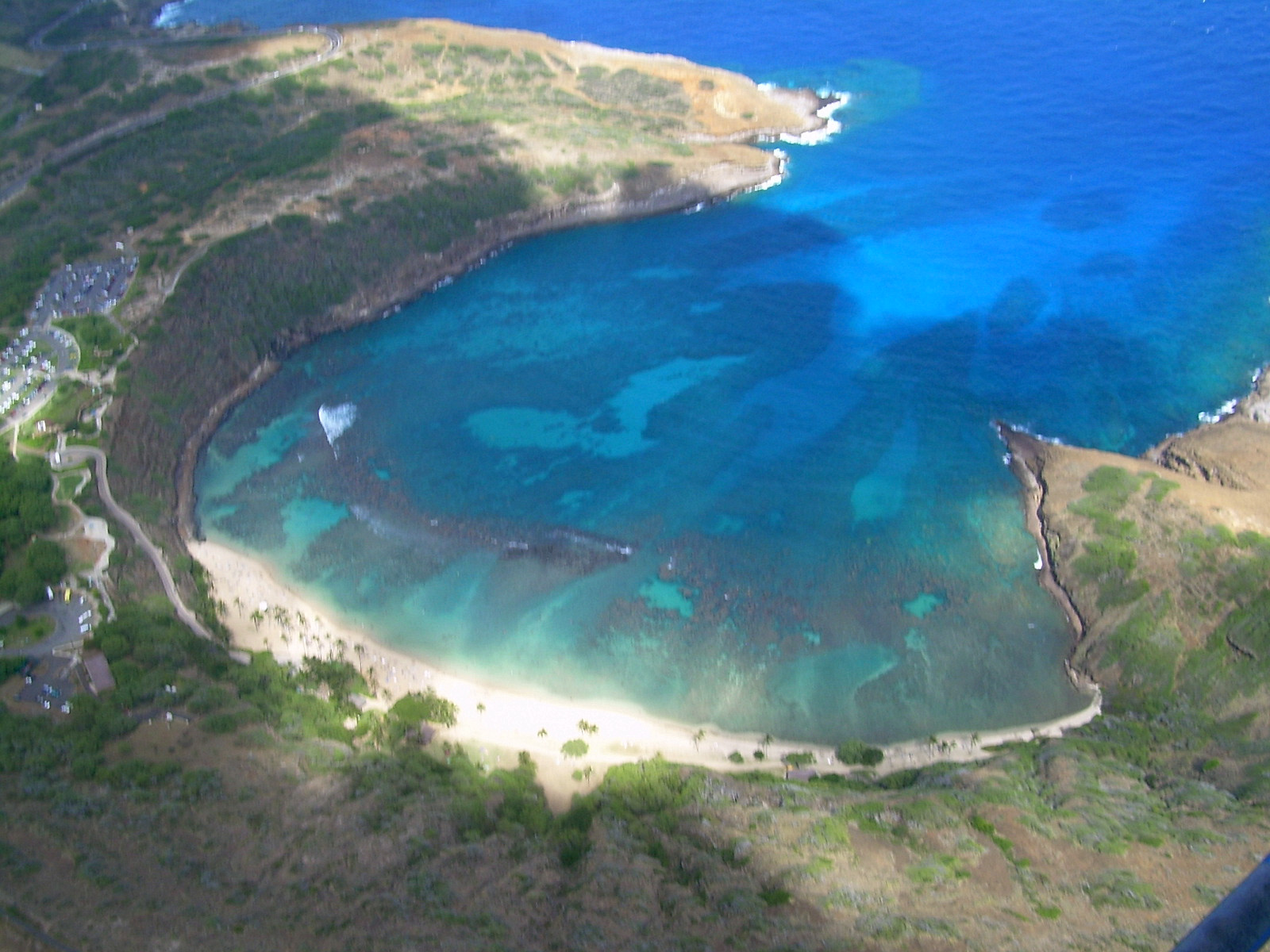
Vista aérea de la bahía de Hanauma.

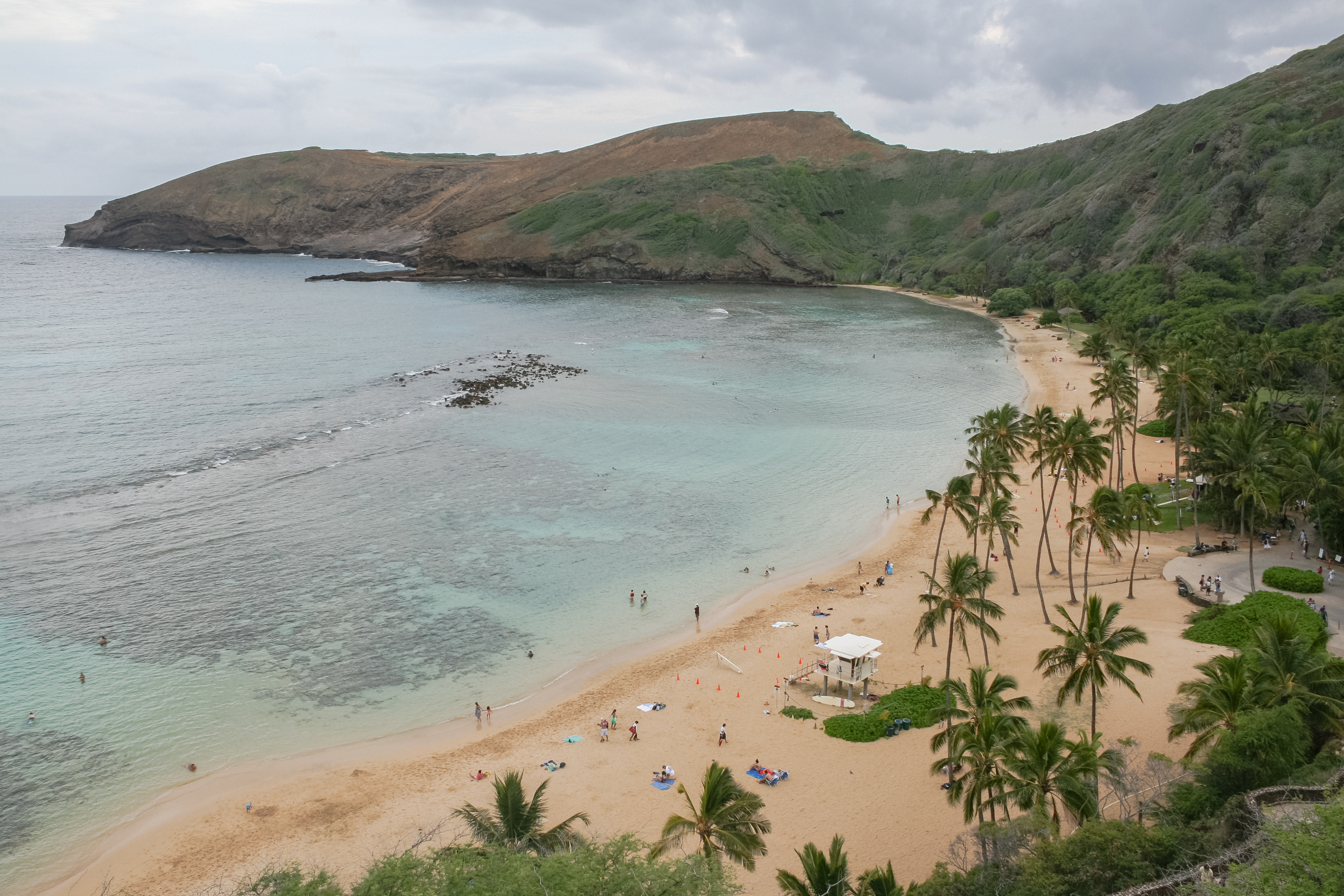
Vista de la playa.

La bahía de Hanauma (en inglés: Hanauma Bay) es un cráter volcánico extinto al sudeste de la isla hawaiana de Oahu. Se encuentra a pocos kilómetros de Waikiki, la playa más conocida de Honolulu, capital de las islas.
El cráter es una de las atracciones de la isla de Oahu. Gracias a su apertura hacia el mar, abundan las especies de peces y es un sitio popular para el buceo.
En este escenario se rodaron algunas tomas de la película de Elvis Presley Blue Hawaii.
El aparcamiento es reducido y se llena pronto, por ello se recomienda acceder a la bahía temprano, o bien utilizar el autobús público.
Para acceder a la bahía hay que ver una proyección que instruye a los visitantes sobre cómo respetar la riqueza natural del lugar (en caso de visitas múltiples, dentro de 6 meses se está exento de volver a ver la proyección).